# Berteroda
Berteroda is een dorp in de Duitse gemeente Eisenach in  Thüringen. De naam komt al voor rond het jaar 800. In 1991 werd het dorp samengevoegd met een aantal andere dorpen tot de gemeente Lerchenberg, die zelf in 1994 opging in de stad Eisenach.

In het dorp staat een duizend jaar oude eik die waarschijnlijk gerechtsplaats is geweest. Het slot Berteroda dateert uit 1626 en is gebouwd op de funamenten van een eerdere burcht. 

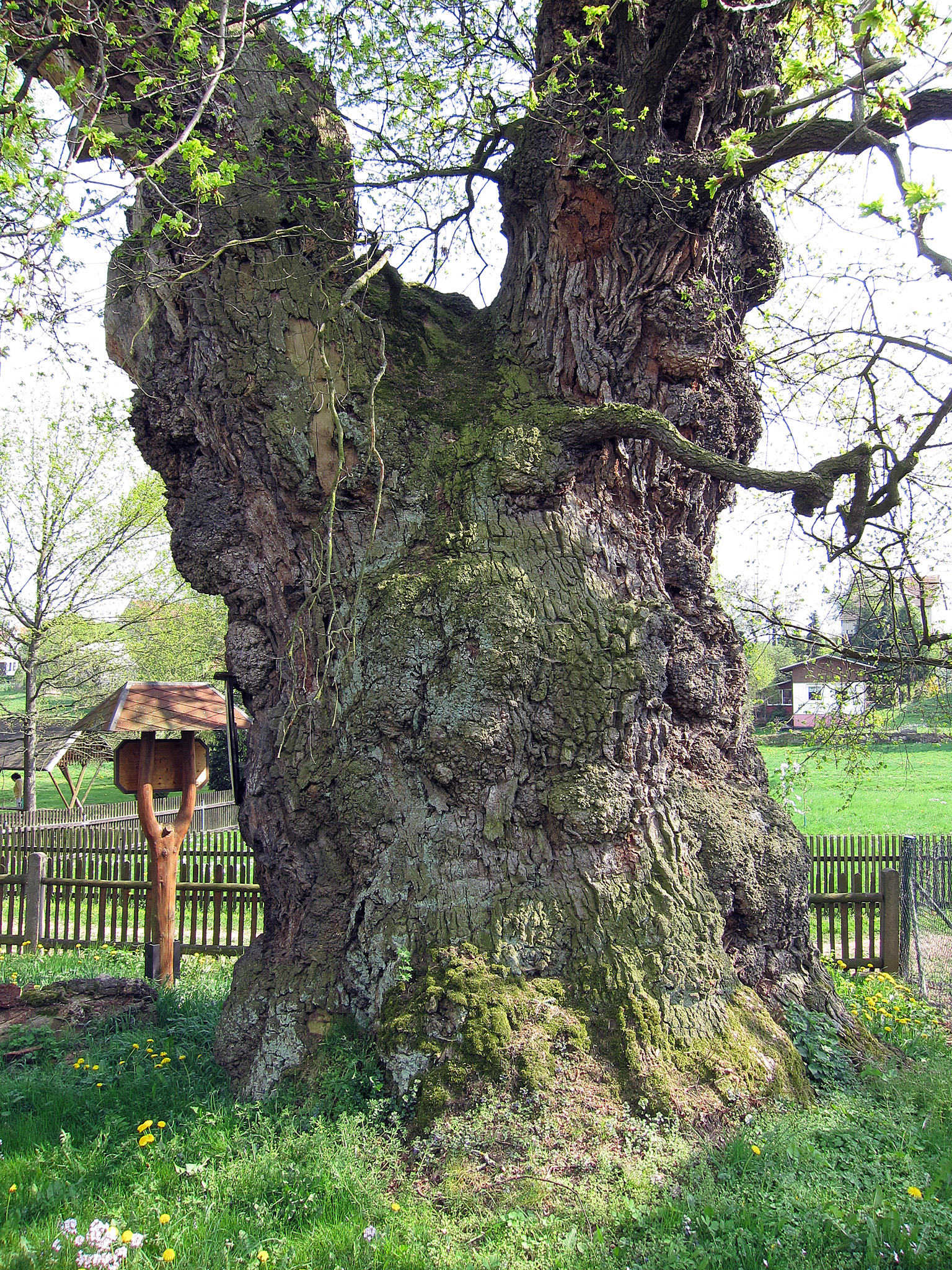
De dikke eik